# Língua haeke
Haeke ('Aeke) é uma quase extinta língua indígena da Nova Caledônia, na comuna de Koné.